# Acide polyinosinique-polycytidylique
L'acide polyinosinique-polycytidylique (Poly I-C, Poly(I)•Poly(C)) est un ARN double brin synthétique constitué d'un brin de poly(acide inosinique) et d'un brin de poly(acide cytidylique) appariés par wobble pairing. Structurellement semblable à l'ARN bicaténaire de certains virus (groupe III de la classification Baltimore notamment), il interagit avec la protéine TLR3, un récepteur de type Toll présent sur la membrane plasmique des lymphocytes B, des macrophages et des cellules dendritiques, ce qui a pour effet de susciter une réponse immunitaire en simulant une infection virale. Il s'agit par conséquent d'un outil très utilisé en recherche sur le système immunitaire.